# Contre réaction électrothermique
Vous pouvez aider à l'améliorer ou bien discuter des problèmes sur sa page de discussion.
- Il ne cite pas suffisamment ses sources. Vous pouvez indiquer les passages à sourcer avec {{référence nécessaire}} ou {{Référence souhaitée}}, et inclure les références utiles en les liant aux notes de bas de page. (Marqué depuis avril 2025)
- Il est orphelin : moins de trois articles lui sont liés. Aidez à ajouter des liens en plaçant le code [[Contre réaction électrothermique]] dans les articles relatifs au sujet. (Marqué depuis avril 2025)

- Archive Wikiwix
- Bing
- Cairn
- DuckDuckGo
- E. Universalis
- Gallica
- Google
- G. Books
- G. News
- G. Scholar
- Persée
- Qwant
- (zh) Baidu
- (ru) Yandex
- (wd) trouver des œuvres sur Wikidata

La contre réaction électrothermique (ETF en anglais pour Electrothermal Feedback) est l'interaction entre le courant électrique et la température dans un dispositif dont la résistance électrique dépend de la température. Cette dépendance est traduite par la dérivée de la résistance par la température {\displaystyle {\frac {dR}{dT}}}. Cette dérivée peut être négative ou positive selon les matériaux.

## La contre réaction
Supposons un dispositif dont {\displaystyle {\frac {dR}{dT}}} se révèle positif. Une élévation de la température induit donc une augmentation de la résistance. Si l'appareil est alimenté à tension constante {\displaystyle V}, la puissance dissipée par effet Joule {\displaystyle P={\frac {V^{2}}{R}}} va diminuer. Si l'appareil est alimenté par un courant constant {\displaystyle I}, la puissance dissipée {\displaystyle P=I^{2}R} par effet Joule augmente.
Ce phénomène est important pour la caractérisation des performances de certains détecteurs comme les bolomètres.